# Farol da Ponta da Ilha
O Farol da Ponta da Ilha também denominado Farol da Manhenha é um farol localizado no local denominado Ponta da Ilha, povoado da Manhenha, Piedade, concelho das Lajes do Pico, ilha do Pico, arquipélago dos Açores.

## Descrição
Este farol apresenta-se como um edifício de arquitectura sóbria, de linhas rectas cuja construção data do século XX. Este edifício e seus anexos encontram-se dentro da área de Paisagem Protegida de Interesse Regional da ilha do Pico.
Este farol que se encontra em bom estado de conservação é um dos mais recentes dos Açores, sendo a sua construção de 1946, enquadrada dentro da arquitectura pública civil.
Apresenta uma construção em forma de U que inclui a parte destinada a habitação dos faroleiros e o próprio farol que se localiza na parte central do U.
Todo o edifício apresenta, com exclusão da torre, um só piso, as paredes são rebocadas e pintadas a branco com a excepção do soco e molduras dos vãos que são de cor escura.
O corpo da base do "U" encontra-se ligeiramente saliente em relação ao restante edifício, sendo a cobertura feita em chapa ondulada, (para melhor resistência aos ventos) com excepção dos beirais que são em telha de meia-cana de produção industrial.

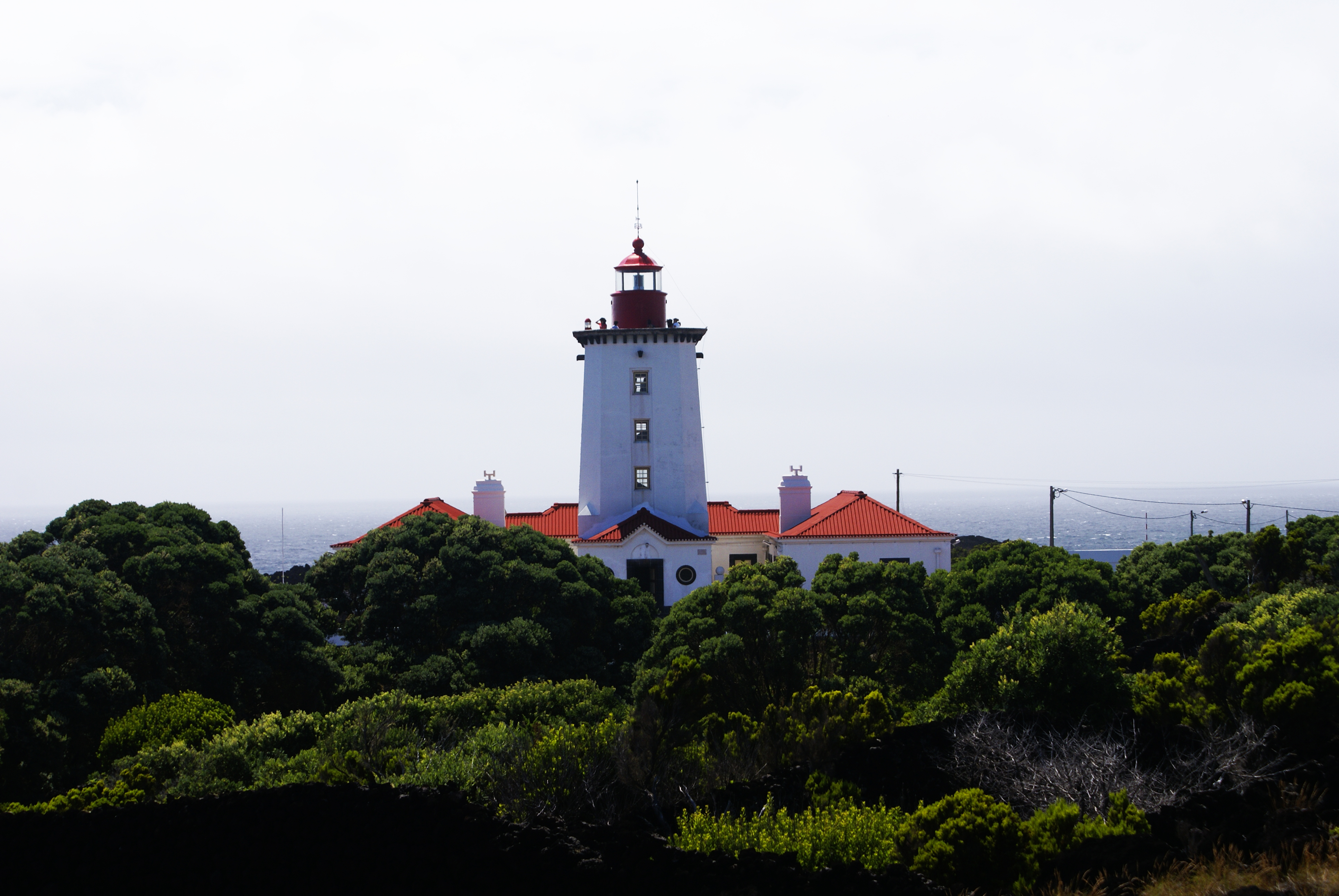
Farol da Manhenha, vista geral.

A torre do farol em si, apresenta-se como uma torre prismática branca com dezanove metros de altura de planta quadrangular, com os cantos facetados, sendo rematada por uma cornija que se encontra apoiada numa cachorrada. No cimo da torre encontra-se a lanterna, em metal, circular, encimada por uma cúpula.
Encostado a esta torre encontra-se um pequeno corpo, com construção rectangular, dotado por uma cobertura de três águas em chapa ondulada, formando uma pequena sala de entrada.
Existe também uma ligação entre a torre e o corpo principal interior do "U", com cobertura de duas águas em chapa ondulada.
- Nº nacional: 814
- Nº internacional: D-2690